# Szivarfüst és vanília
A Szivarfüst és vanília Szűcs Dóra magyar forgatókönyvíró, rendező könyve, eddigi egyetlen megjelent kötete. Alcíme: Jelenetek Leni Riefenstahl és Balázs Béla szerelméből. Megjelent az Athenaeum Kiadónál 2024-ben.
A könyv két jelentős művész: a pályája elején álló, kezdetben még apolitikus nő és a híres középkorú kommunista férfi kapcsolatáról szól. Szerelmükről és közös filmjük készítéséről 1931-ben Berlinben, az antiszemitizmus térhódítása és a gazdasági válság idején.  

## Valóság és fikció
A könyvben keveredik valóság és fikció.  
Természetesen a két központi alak valós történelmi személy: Balázs Béla, a sokáig emigrációban élt kommunista magyar író, filmesztéta, filmrendező, akit a könyvben közönségesen csak Bélának neveznek; valamint Leni Riefenstahl német filmrendező, 1933-tól Hitler propagandafilmjeinek rendezője.
A könyv középpontjában álló szerelmi szál azonban ebben a formájában teljes egészében kitalált történet. „Az, hogy lett volna köztük ilyen nagyívű szerelem, mint ami ebben a könyvben van, nem tény. Ennek valójában nincs "történelmi nyoma"” – mondta a szerző egy interjúban. Lényegében erről tanúskodik már egy 2005-ben közölt dolgozat is: „Riefenstahl magánélete meglehetősen viharos volt, és Balázs szerepe korántsem látszik kitüntetettnek a rendezőnő több tucat híres és kevésbé híres kalandja között.”
Filmjük, a Kék fény (Das Blaue Licht) valóban létezett/létező alkotás, bemutatóját 1932-ben tartották Berlinben. 1938-ban újra forgalomba hozták, de akkor az antiszemita kurzus miatt a két zsidó alkotó: Balázs Béla társrendező és Harry Sokal producer nevét elhagyták a stáblistáról.  Ez az alapja a könyv kerettörténetének.

## Cselekménye
A kerettörténet két helyszínen, egymástól függetlenül játszódik. 1938 őszén Berlinben Goebbels propagandaminiszter magához hívatja a rendezőnőt; és 1938 telén Moszkvában a nagyhatalmú Berija szovjet belügyi népbiztos azt kutatja, milyen kapcsolatban állt a már évek óta moszkvai emigrációban élő Balázs Béla Leni Riefenstahllal. Ez a két jelenet néha röviden megszakítja az 1931-ben (majd 1932 elején) játszódó központi, jelen időben elbeszélt történetet.
A fiatal Leni Riefenstahl A kékszakállú herceg vára berlini bemutatója végén rajongva figyeli Balázs Bélát, aki karján feleségével fogadja a gratulációkat. A negyvenes évei végén járó, de fiatalos író, filmszakember korábban Hollywoodban Korda Sándorral is dolgozott, „számára a siker jóformán megszokott”. 
Az író otthonában épp levelet fogalmaz, amikor ismeretlenül, kacéran és magabiztosan betoppan hozzá Leni Riefenstahl, majd elhívja megnézni őt a kabaréba, ahol esténként Sarah-val, gyerekkori barátnőjével együtt lép fel. Másodjára a férfi már önszántából keresi fel a mulatóban. Kapcsolatuk, majd szerelmük csakhamar felforrósodik és tart a könyv utolsó lapjaiig. 
Leni Riefenstahl nem egyszerű fruska, hanem ő is erős személyiség, a saját útját járó, igazán szerelmes nő. „Ő mindenkire veszélyes, akire az akar lenni” – mondja a kabaréban Sokal, a producer. (46.) Igazi femme fatale. (59.) Nem vallja meg soha a szerelmét, mert nem engedheti, hogy a férfi fölébe kerekedjen. A feleséggel, Annával sem akar osztozni rajta, habár tudja, hogy a pár „nyílt” házasságban él. Az idősödő írón néha úrrá lesz a féltékenység. „Egyedül akarom magát. Csak magamnak.” (143.) Máskor vitáikat az eltérő világnézet szüli: a kommunista mozgalmat támogató férfi és a politikát lenéző, majd később a NSDAP felé forduló nő szerelme mégis végig töretlen.
Sarah-nak, Leni barátnőjének Wilhelmmel kialakuló szerelme egyszerűbb, harmonikusabb. Wilhelm kezdetben Hitler (még nem kancellár) személyi asszisztense, de később távoznia kell a párt belső köreiből, mert nem hagyja el zsidó szerelmét, Sarah-t, ezért együtt vidékre költöznek.
Közben a szerelmes Balázs Béla színdarabot ír közösen Bertolt Brechttel (össze is kapnak), kiáltványt fogalmaz, – amit fontosnak tart, –  a szintén Berlinben tartózkodó Kun Bélának, kurzust készül tartani a moszkvai főiskolán és filmet tervez a tanácsköztársaságról. Csak a könyv 105. oldala körül történik az első említés a Lenivel közösen készítendő filmről, heves vitákat vált ki köztük minden jelenet. 
Sokal, a zsidó producer ad annyi pénzt Leninek, hogy el lehessen kezdeni a Kék fény forgatását, de azután elhagyja Németországot az erősödő antiszemita hangulat miatt. Leni kislétszámú stábjával a hegyekbe utazik, ahol a téli külső felvételeket készítik el. Balázs Béla Moszkvába készül, végül mégis inkább a stáb után megy: kissé átírja a forgatókönyvet (így már Leni lesz a főszereplő), és részt vesz a forgatásban. 
Itt éri a levél a szovjet pártközpontból: állandó vízumot, letelepedési engedélyt és filmkészítési lehetőséget biztosítanak neki. Épp ideje, hiszen Berlinben az antiszemita légkör őt is fenyegeti. Leni biztosan eljön vele, vízumot fog kérni a számára, és majd együtt készíthetik újabb filmjeiket. Rögtön válaszlevelet ír Moszkvába. 
Leni azonban ledermed: ő nem kommunista, oroszul sem tud, Berlinben él, és itt a munkája. Szereti Bélát, nem bírná elhagyni, de Béla nős. Talán Sarah-tól és Wilhelmtől kérhetne tanácsot? Végül ő is levelet fogalmaz: „Kedves Adolf!” (226.)
Elkezdődik fokozatos közeledése a náci párthoz (gyűlésekre jár, Goebbels-szel találkozik, Hitlerrel ebédel), megbízást kap és elkészíti propagandafilmjüket. Béla hiába próbálja megállítani, Leni visszavág: te is filmet készítesz a tanácsköztársaságról, pénzt fogadsz el tőlük.
– Neked mindegy, melyik hatalmat szolgálod?
– Élek a lehetőségeimmel. Ahogy te is. Ahogy mindenki.
Vajon ha az ember azért csinál filmet egy pártnak, mert hisz benne, az elfogadhatóbb, mint ha azért, mert tőlük kap lehetőséget – kérdezi magában Béla. (251.)
Végül a feleségével elutazik Moszkvába.

## Fogadtatása
A montázstechnikára, gyors jelenet- és időváltásokra épülő szerkezetével a könyv inkább forgatókönyvként, mint regényként olvasható. Leni Riefenstahl és Balázs Béla az itt ábrázoltnál összetettebb, bonyolultabb személyiség volt. A szerző azonban „filmes látásmódú regényében női érzékenységgel és finom empátiával tudja visszaadni két ember viszonyának érzelmi hullámzását és megragadni az apokaliptikus kor hangulatát.”
Bizonyos motívumok szépen épülnek a könyv egészében (például a kék szín szerepe, vagy a fasizálódás egyes szakaszainak bemutatása), de a könyv nyelvezete néha „sziruposnak” vagy „lányregényesnek” nevezhető. Sok a felesleges, hosszúra nyúló leírás – fogalmaz  a kritikus –, az irodalmi képek kissé elhasználtak, túlzó klisék. „S a nyelvi megfogalmazás kliséi mellett a szerelem is valamiképpen klisék halmazává lesz.”